# Kerstin Romare
Kerstin Anne-Marie Romare, född 2 september 1932 i Stockholm, död 2013, var en svensk tecknare och formgivare.
Hon är dotter till timmermannen Karl Halldin och Karin Hirsch och från 1952 gift med teckningsläraren Mårten Romare. Hon studerade vid Konstfackskolan 1947–1951 och arbetade därefter mest med bokillustrationer och mönstergivning av tyg. Hon blev känd för sina illustrationer av läseboken Li och Lo som användes i undervisningen under 1960 och 1970-talen. Hennes sagobilder har en naivistisk stil med en romantisk berättarton. Hon deltog i en samlingsutställning på Nationalgalleriet i Stockholm 2009. Vid sidan av sitt eget skapande var hon bildlärare vid Levande verkstad.  